# You Wear It Well (canción de DeBarge)
«You Wear It Well» es una canción interpretada por la banda estadounidense DeBarge, acreditada a "El DeBarge with DeBarge". Fue lanzado como el tercer sencillo de su cuarto álbum, Rhythm of the Night para el sello discográfico Gordy.
En Estados Unidos "You Wear It Well" pasó dos semanas en el número 1 de la lista Billboard Hot Dance Club Play en octubre y noviembre de 1985. Alcanzó el número 7 en la lista Hot Black Singles y el número 46 en la Billboard Hot 100.

## Lista de canciones
sencillo 7" (edición Estados Unidos)
A "You Wear It Well" – 3:52
B "Baby, Won't Cha Come Quick" – 4:30
maxi 12" (edición Estados Unidos)
A1 "You Wear It Well" (Club Mix) – 6:55
B1 "You Wear It Well" (Dub Mix) – 5:06
B2 "Baby, Won't Cha Come Quick" (Instrumental) – 4:32

## Posicionamiento en listas
| Lista (1985-1986)                            | Máxima posición |
| -------------------------------------------- | --------------- |
| Estados Unidos Billboard Hot 100             | 46              |
| Estados Unidos Billboard Hot Dance Club Play | 1               |
| Estados Unidos Billboard Hot Black Singles   | 7               |